# Коце Григориев
Коце или Коста С. Григориев е български общественик и дългогодишен кмет на град Пирот.

## Биография
Роден в град Пирот по това време в границите на Османската империя. Григориев е учител и сред първенците на българската пиротска община и я води като кмет до смутните месеци около освобождението на града от османска власт и налагането на последващо сръбско управление. В качеството си на пиротски кмет Григориев и обединените около него пиротчани се опитват да издействат дипломатическа подкрепа Пирот да не бъде предаван трайно на сръбската държава.

### Решителни месеци
В условия на нарастващ натиск след сръбското завземане на Пирот кметът Григориев напуска града и заминава за София. Там търси гаранции от временното руско управление, че Пиротско няма да бъде предадено на Сърбия. По време на престоя си в София получава писмо, подписано от стотици жители на Пирот и околните села и носещо печата на българската пиротска община, с молба да ги представлява пред дипломатическите фактори, влияещи върху хода на събитията. В кореспонденция със Симеон Христов кметът на Пирот ракрива, че междувременно сръбската администрация се опитва да го злепостави пред руските власти, като му приписва злоупотреби с общински средства. На свой ред самите Григориев и Христов също са автори на писмо, изпратено до Софийския губернатор, в което двамата укоряват действията на сръбските власти в Пирот и търсят застъпничество.

### Цариброд – втори Пирот
Клаузите на Берлинския договор от 1878 г. отреждат Пиротско да бъде предадено на Княжество Сърбия. Григориев и други жители на Пирот напускат града, заселвайки се основно в София или Цариброд, съседно на Пирот и тогава все още българско градче също на р. Нишава. Григориев първоначално се установява в Цариброд, а по време на Сръбско-българската война е софийски жител.
Докато е в София през 1879 г. Григориев написва стихотворение, в което тъгува заради загубата на Пирот, но още тогава изразява надеждите на заселващите се в Цариброд пиротчани да въздигнат градчето, превърнало се във втори техен дом.
От монографията „Пиротскиятъ окрѫгь и неговото население. Сборникъ за Народни умотворения, наука и книжнина, книга XI София 1894“ на Симеон Христов се разбира, че към 1894 г. Григориев е вече покойник.